# Samurai

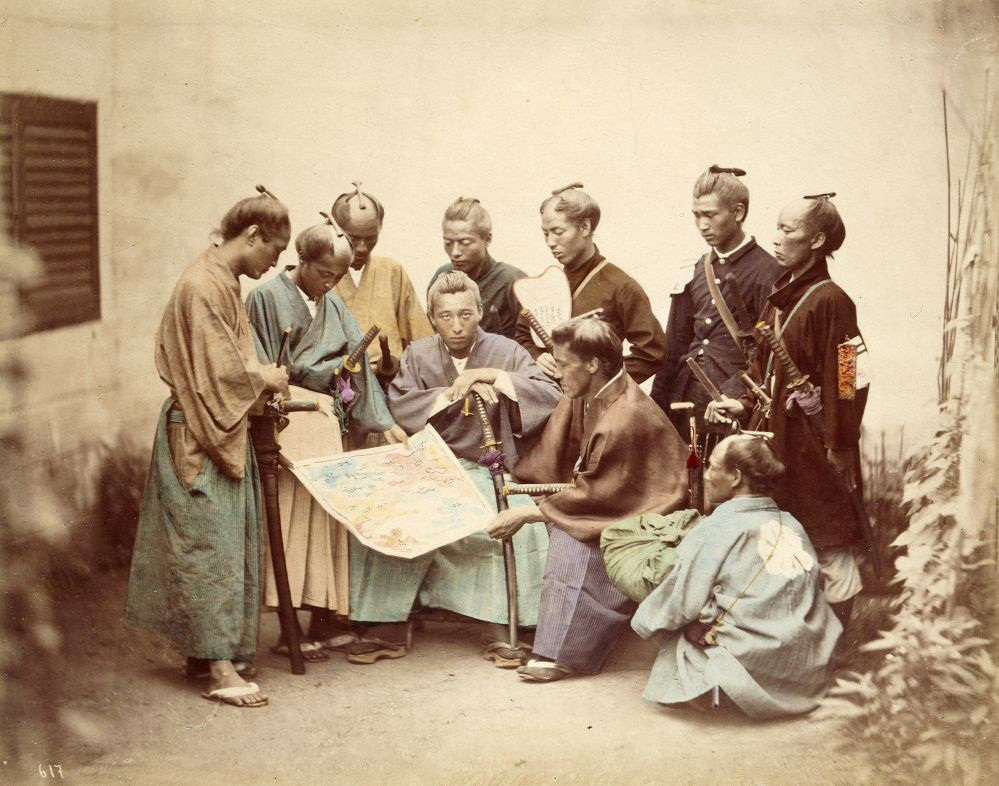
Satsuma-Samurai, in den 1860er-Jahren, Fotografie von Felice Beato

Samurai (japanisch 侍 oder seltener 士) ist die im Westen übliche Bezeichnung für ein Mitglied des Kriegerstandes im vorindustriellen Japan. Der Begriff lässt sich von dem japanischen Wort „さぶらう“ ableiten, das sinngemäß übersetzt „dienen“ bedeutet. In Japan selbst ist die Bezeichnung Bushi üblich. Heute wird Samurai einzig für den Kriegeradel jener Zeit verwendet und nicht beispielsweise für Ashigaru (japanisch 足軽; leichtgerüstete Fußsoldaten; wörtlich „leichtfüßig“). Herrenlos gewordene Samurai wurden als Rōnin (deutsch „Wellenmänner“) bezeichnet.

## Etymologie
Der Ursprung des Wortes liegt im Japan der Vor-Heian-Periode. Es war vermutlich Saburai und bedeutete „Diener“ oder „Begleiter“. Erst in der frühen Moderne, namentlich in der Azuchi-Momoyama-Periode und der frühen Edo-Periode des späten 16. und frühen 17. Jahrhunderts, bürgerte sich das Wort Samurai anstelle von Saburai ein. Die Bedeutung hatte sich allerdings bereits lange Zeit vorher gewandelt. Der Begriff Samurai ist aber weiterhin vom japanischen Verb saberu = „dienen“, „unterstützen“ abgeleitet, bedeutet also „Dienender“ oder „Beschützer“.

## Geschichte

### Ursprung
Die Armeen des japanischen Kaisers bestanden ursprünglich aus Wehrpflichtigen, die im Kriegs- oder Rebellionsfall den entsprechenden Provinzen Japans zugeordnet wurden. Sie waren nach dem Vorbild chinesischer Armeen aufgebaut und bestanden aus einem Drittel der kampffähigen erwachsenen männlichen Bevölkerung. Jeder Soldat musste für seine Waffen und Versorgung selbst aufkommen.
Mit den Taika-Reformen von 645 und dem Taihō-Kodex von 702, auf Grund deren eine Landreform durchgeführt und ein einheitliches Steuersystem eingeführt wurde, begann die Entwicklung mächtiger Clans und damit des Schwertadels. Der Begriff Samurai taucht jedoch erst später, während der Idealisierung des Kriegertypus in der Sengoku-Zeit und Edo-Zeit, auf. Davor war der Begriff Buke (Krieger) für den Schwertadel und dessen Angehörige gebräuchlich. Zu den Steuern gehörten auch Fron- und Militärdienst. Kleinbauern, die sich ihrer Steuern und besonders des Wehrdienstes entledigen wollten, verschenkten ihr Land an Institutionen wie Klöster oder an Adlige und pachteten es von ihren neuen Herren wieder zurück. Eine symbiotische Gemeinschaft von Großbauern und Gefolgschaft, Herr und Diener (Shujū) entstand. Diese Methode wurde Kishin (dt. Schenkung) genannt. Durch die Kishin-Methode (die seit der Nara-Zeit unter Strafe stand, was allerdings keinen Erfolg zeigte) brach das ohnehin schwer zu verwaltende und ineffektive System der Wehrpflicht jedoch zusammen. Während der frühen Heian-Periode, also im späten 8. und frühen 9. Jahrhundert, strebte Kaiser Kammu (737–806) nach einer Konsolidierung und Expansion seines Reiches in die nördliche Honshū-Region. Er sandte seine Armeen aus, um die im Norden noch nach den alten Traditionen der Jomon lebenden Emishi zu unterwerfen, und führte den Titel des Shōgun ein, wobei er sich bei der Unterwerfung der Emishi auf die starken regionalen Clans verließ.

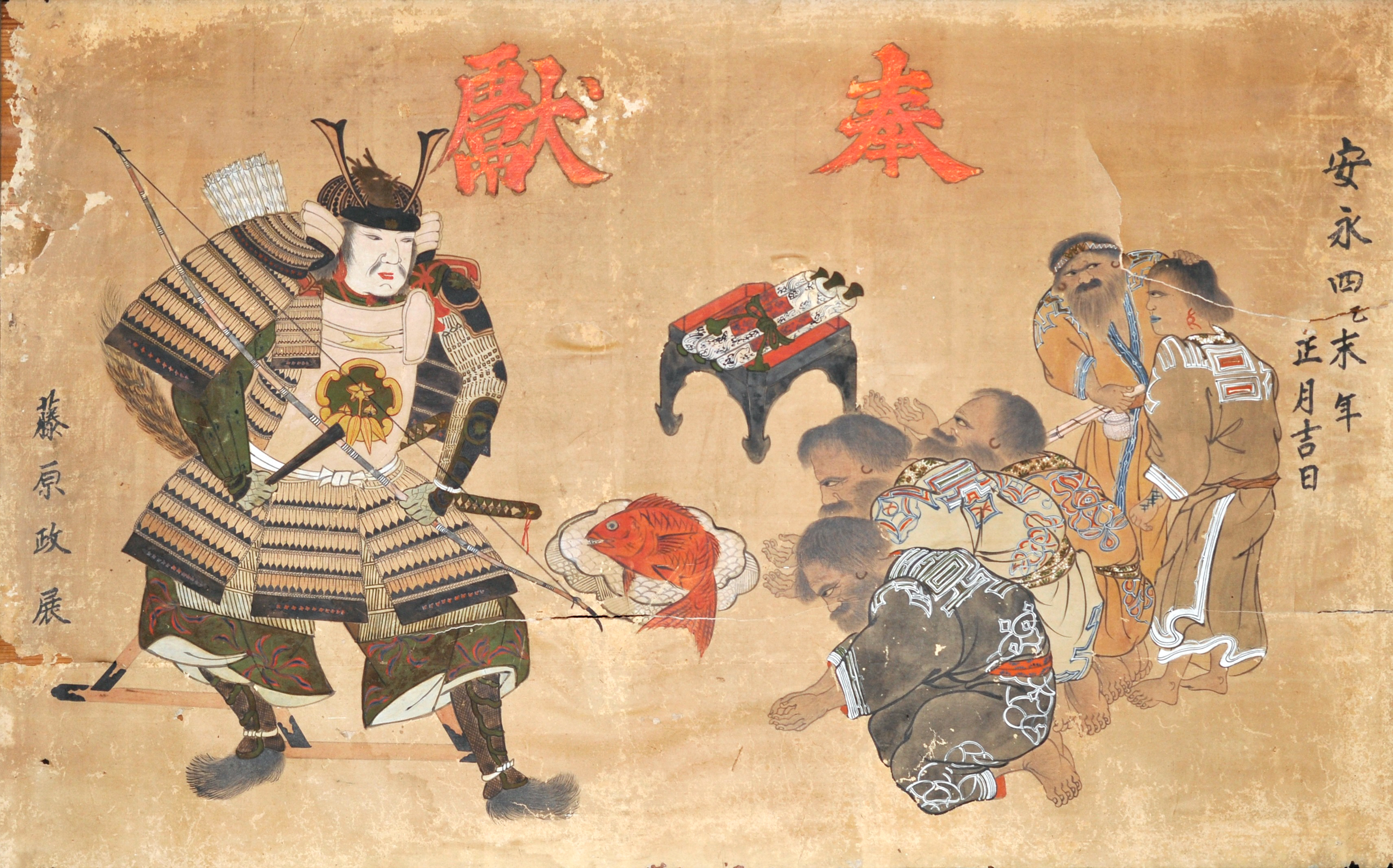
Ein Samurai der Yamato empfängt Tribut von unterworfenen Emishi, die zu den Ureinwohnern zählen, Hokkaido um 1775; siehe auch Ainu

Im Krieg gegen die Emishi ab 780 erwiesen sich die Wehrpflichtigen aber als schlechte Kämpfer – die stärksten militärischen Einheiten waren die berittenen Eliteoffiziere. Daraufhin wurde 792 die Wehrpflicht abgeschafft und die Armee auf ein Freiwilligenheer umgestellt. Es war jedoch nicht mehr in der Lage, die Sicherheit im ganzen Land aufrechtzuerhalten. Besonders in den entlegenen Provinzen verschlechterte sich die Situation, so dass die lokalen Großbauern dort letztlich selbst für ihre Verteidigung sorgen mussten. Sie waren dabei so erfolgreich, dass sich einige Familien im Laufe der Zeit darauf spezialisierten, militärische Aufträge des Kaiserhauses durchzuführen – der Schwertadel (Buke) war geboren. Dabei spielten Prinzen, die ihr Glück in der Provinz suchten, eine besondere Rolle: Die Taira, Minamoto und andere Sippen haben alle kaiserliche Vorfahren.
Während der Heian-Zeit (794–1192) bezog sich Samurai vor allem auf die Wachen des kaiserlichen Palastes und die Schwertträger. Diese Vorläufer der klassischen Samurai wurden vom Herrscher ausgestattet. Ihnen war es vorgeschrieben, fortwährend ihre Beherrschung der Kampfkunst zu verbessern.
Da zu Beginn der größte Vorteil dieser militärischen Einheiten in ihrer Erfahrung im Gebirgskampf und vor allem im Bogenschießen lag, blieb für den größten Teil der folgenden Feudalperiode, der Ära der Samurai-Herrschaft, der Ausdruck Yumitori (Bogenschütze) der Ehrentitel eines ausgezeichneten Kriegers, selbst als der Schwertkampf die größere Wichtigkeit erlangt hatte.

### Aufstieg

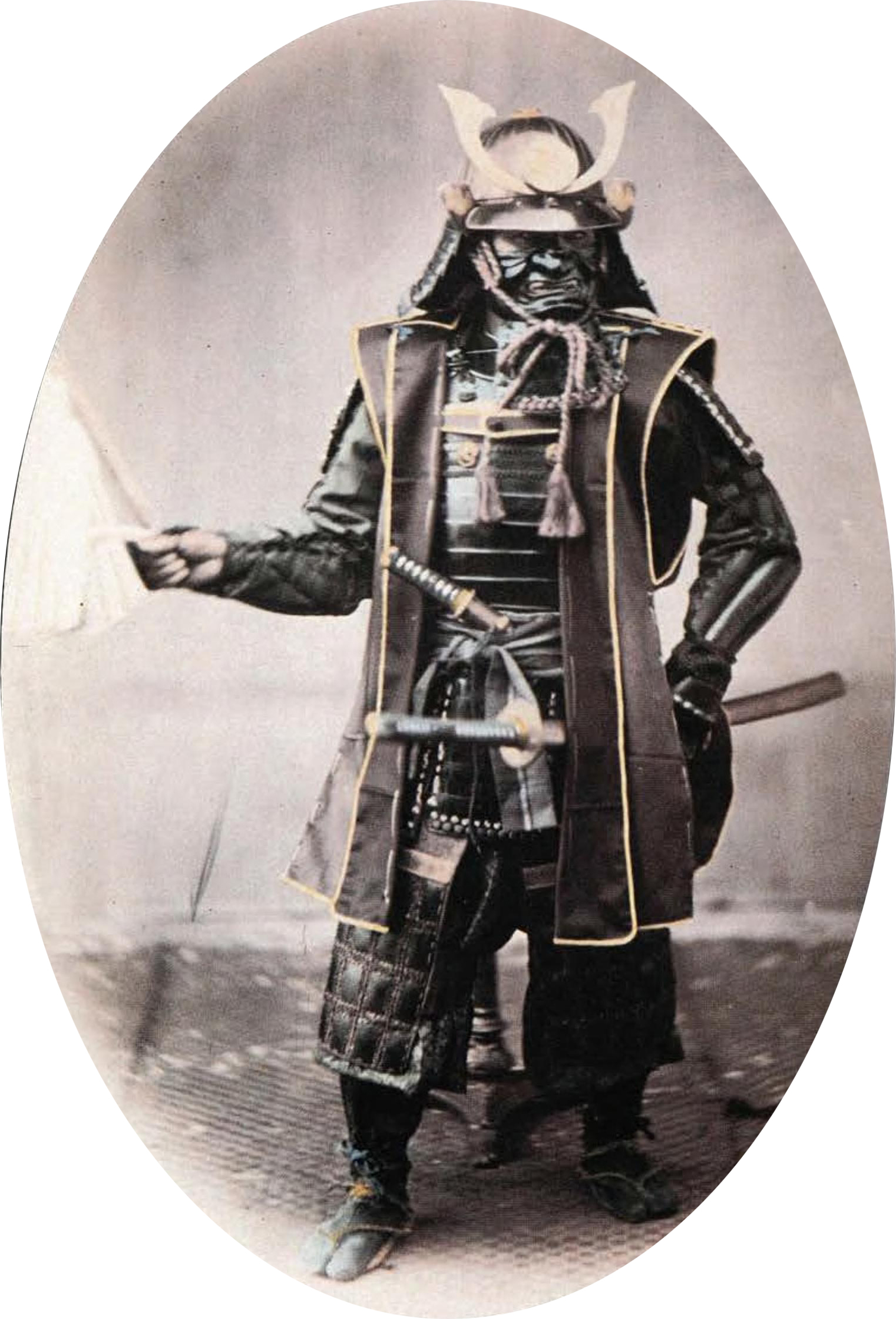
Samurai in voller Rüstung, 1860

Ursprünglich waren die Samurai nur Soldaten im Dienste des Kaisers und der Adelsstämme. Durch den Aufstieg des Shōgunats und der damit einhergehenden Errichtung einer Militäraristokratie stiegen die Samurai allerdings zur regierenden Schicht auf.
Während die regionalen Daimyō sich zusammenschlossen und Arbeitskraft sowie Ressourcen sammelten, formten sie eine auf den Tōryō (Anführer) ausgerichtete Hierarchie. Dieser Tōryō war entweder ein entfernter Verwandter des Kaisers oder ein rangniedrigeres Mitglied einer der drei Adelsfamilien, der Fujiwara, der Minamoto oder der Taira. Obwohl die Tōryō ursprünglich nur auf vier Jahre befristet als Magistrate in die Provinzen entsandt worden waren, entschlossen sie sich zu bleiben, wohl wissend, dass sie nach ihrer Rückkehr nur Nebenrollen in der Regierung spielen würden. Ihre Söhne erbten ihre Positionen und führten von der Mitte bis zum Ende der Heian-Periode die regionalen Daimyō weiter beim Niederschlagen der Rebellionen in ganz Japan an.
Wegen ihrer militärischen und ökonomischen Stärke entwickelten sich die Daimyō zu einem neuen Machtfaktor in der Politik am Kaiserhof. Ihre Beteiligung an der Hōgen-Rebellion gegen Ende der Heian-Periode trug noch zur Konsolidierung ihrer Macht bei. Während der Heiji-Rebellion 1160 kam es zum Kampf der rivalisierenden Minamoto und Taira. Der siegreich aus der Rebellion hervorgegangene Taira no Kiyomori (1118–1181) wurde als erster Krieger, der eine solche Position erreichte, kaiserlicher Berater und übernahm schließlich die Kontrolle über die Regierung. Auf diese Weise bildete er die erste Samurai-dominierte Regierung und verwies den Kaiser auf eine ausschließlich zeremonielle Funktion.

### Japan in der Feudalzeit
Ein erneuter Zusammenstoß zwischen den Taira und den Minamoto 1180 führte zum Gempei-Krieg, der bis 1185 dauerte. Der siegreiche Minamoto no Yoritomo (1147–1199) ging 1190 nach Kyōto und wurde zum Seii-Tai-Shōgun ernannt (wie der Titel Shōgun in voller Länge heißt). Er begründete das Kamakura-Shōgunat (1192–1333).
Der mongolische Kaiser Kublai Khan sandte während der frühen Feudalzeit Abgesandte an den japanischen kaiserlichen Hof, um die Unterwerfung des japanischen Kaisers zu fordern. Das japanische Kamakura-Shōgunat weigerte sich allerdings, den Forderungen Kublai Khans Folge zu leisten, und schickte die Botschafter wieder zu ihrem Herrn zurück. 1274 griffen die Mongolen unter Kublai Khan Japan mit einer Flotte von 900 Schiffen und 23.000 Soldaten an. Der Angriff misslang, und viele der Schiffe wurden durch einen Sturm stark beschädigt, so dass die Mongolen sich zurückziehen mussten. Der Sturm wurde erst im 20. Jahrhundert als Kamikaze berühmt. Ob es den Sturm gab, ist allerdings historisch umstritten.
Als Kublai Khan in 1275 erneut Abgesandte schickte, ließ Hōjō Tokimune, Shikken des Kamakura-Shōgunates, sie enthaupten. Jahre später, um 1281, versuchten die Mongolen in der Schlacht von Kōan mit einer noch größeren Armee von 4500 Schiffen und 142.000 Soldaten erneut, Japan zu erobern, was allerdings an schlechten Wetterbedingungen und dem harten Widerstand und den Gegenangriffen der Kamakura-Bushi scheiterte.
Weil der gewonnene Krieg ein Verteidigungskampf gewesen war, gab es kein neu gewonnenes Land, das als Belohnung den Bushi zugeteilt werden konnte. Zudem mussten Bushi die Kosten des Verteidigungsdienstes selbst tragen, was ihre finanzielle Lage weiter erschwerte. Trotz der Bemühungen des Kamakura-Shogunates, wie Schuldenerlasspolitik, verschlechterte sich die finanzielle Lage der Bushi weiter, was das Wachsen der Unzufriedenheit unter den Bushi zur Folge hatte. Zusammenkommen und Wiederauseinandergehen innerhalb von Bushi-Gruppierung und mit den Mitgliedern der kaiserlichen Familie brachten die Gesellschaft ins Schwanken.
Im Laufe der Zeit wurden mächtige Samurai-Daimyō zu Kriegsadeligen (Buke), die nur nominal der Aristokratie des Hofes (Kuge) unterstanden. Während die Samurai höfische Sitten wie Kalligraphie, Dichtkunst und Musik übernahmen, wurden im Gegenzug von den Kuge auch Samurai-Fähigkeiten übernommen. Viele der von den Samurai gepflegten Künste insbesondere aus der Kampfkunst verankerten sich tief in die japanische Kultur und sind heute noch lebendig (Kendo, Suijutsu, Sumo).
Trotz verschiedener Intrigen und kurzer Perioden unter der Herrschaft diverser Kaiser lag die wahre Macht in den Händen der Shōgune und der Kriegsadeligen.
Während der Sengoku Jidai („Periode der Krieg führenden Provinzen“, 1467–1568) war das japanische Ständesystem noch so flexibel, dass sich auch Männer aus niederen sozialen Klassen als Krieger einen Namen machen und Samurai werden konnten (auch wenn ein formaler Bushidō-Status bei 150 gleichzeitig um Einfluss kämpfenden Kriegsherren kaum einen Wert besaß). Dies änderte sich, als Toyotomi Hideyoshi (1536–1598), selbst Sohn eines Fußsoldaten, nach einem furiosen Aufstieg Erster Minister (Kampaku) wurde. Er erließ 1586 ein Gesetz, das die Zugehörigkeit zum Samurai-Stand als permanent und erblich festschrieb und Nicht-Samurai verbot, Waffen zu tragen.

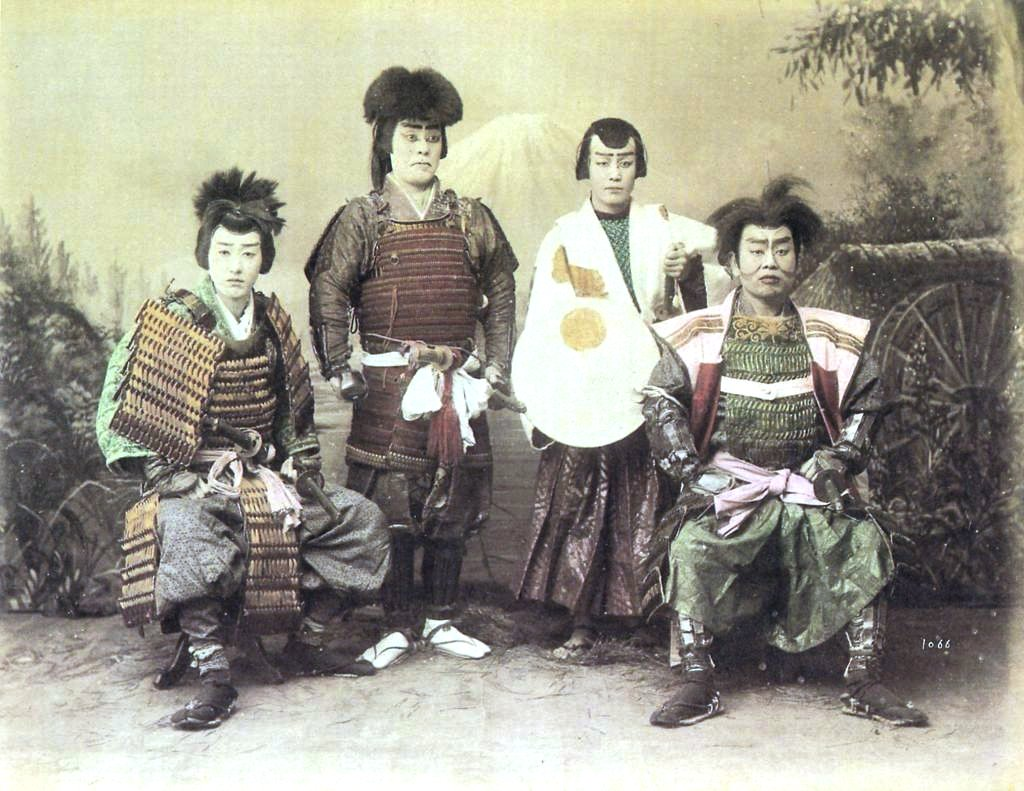
Als Samurai verkleidete Kabuki-Schauspieler (um 1880)

Während des Tokugawa-Shogunats beziehungsweise der Edo-Periode (1603–1867) wurden Samurai vermehrt Höflinge, Bürokraten und Administratoren anstelle von Kämpfern und Daishō. In dieser Zeit wurde vermutlich erstmals ein Europäer, nämlich William Adams, zum Samurai ernannt.
Das Schwertpaar der Samurai (Katana und Wakizashi) wurde mehr ein symbolisches Emblem der Macht denn eine Waffe des täglichen Gebrauchs. Samurai besaßen weiterhin das Recht, jeden Bürger niederzuschlagen, der ihnen nicht den gebührenden Respekt erwies; in welchem Maße von diesem Recht Gebrauch gemacht wurde, ist aber nicht bekannt. Als die Regierung schließlich die Daimyō zwang, die Größe ihrer Armeen zu reduzieren, wurden arbeitslose Rōnin zu einem großen gesellschaftlichen Problem.
Der Verhaltenskodex des Schwertadels, der Bushidō, wurde in seiner endgültigen Form während der Tokugawa-Periode festgeschrieben. In dieser Periode entstand auch das berühmteste Buch des Kenjutsu, Das Buch der Fünf Ringe, 1643 geschrieben von Miyamoto Musashi.
Im Jahr 1703 führten die Ereignisse der 47 herrenlosen Samurai (Rōnin), die den erzwungenen Selbstmord ihres früheren Herrn rächten, in der damaligen Gesellschaft zu einem Konflikt zwischen der Kriegerehre und dem durch das Tokugawa-Shogunat erzeugten Rechtssystem. Am Ende wurde 46 der Rōnin befohlen, Seppuku zu begehen. Diese Ereignisse dienen dem Spielfilm 47 Ronin als Vorbild.

### Persönliches Einkommen und Lebenssituation
Den Samurai wurde von ihrem Lehnsherrn (Daimyō) eine festgesetzte jährliche Reismenge (Koku) als eine Art Gehalt gewährt. Das Koku war abhängig von Status, Familienzugehörigkeit und persönlichem Verdienst. Ein „ärmerer“ Daimyō verfügte über mindestens 10.000 Koku Reis pro Jahr, ein wohlhabender über 100.000. Gemessen an der Kaufkraftentwicklung entsprach dabei 1 Koku etwa 100 Euro nach heutigem Stand.
In einem kleinen Fürstenlehen (Han) wie Yamagata, das um das Jahr 1865 70.000 Koku Ertrag brachte, mochte ein Samurai in einer hohen Militär- oder Beamtenposition wenige Tausend Koku erhalten. Doch auch ein Samurai mit 1200 Koku galt als vermögend. Eine 400-Koku-Familie zählte zu den Wohlhabenden und mochte ein respektables Anwesen mit Ziergarten und mehreren Dienern besitzen. Selbst ein Samurai mit 150 Koku lebte in noch gesicherten finanziellen Verhältnissen.
Ein 50-Koku-Samurai (etwa ein rangloser Soldat oder niederer Beamter der Burgverwaltung) führte hingegen eine prekäre Existenz, obwohl er – wie jeder Samurai – von Abgaben befreit war und vom Dienstherrn eventuell die Unterkunft gestellt bekam. Typisch war das Leben in einer bescheidenen „Samurai-Reihenhaussiedlung“: umzäunte kleine Wohnhäuser mit Wirtschaftsgebäuden, dazu ein Gemüsegarten, den er unter Umständen mit Hilfe seines vermutlich einzigen Dieners bestellte. Hatte der Samurai außerdem noch Frau und zwei bis drei Kinder zu versorgen, war die Gefahr von Armut und Verschuldung groß. Etwa im Fall einer langwierigen Krankheit drohte die Verpfändung von Koku-Anteilen, so dass das Netto-Einkommen vielleicht auf 30 Koku sank. In diesem Fall wurde die gleichzeitige Finanzierung von angemessener Kleidung und von Lebensmitteln unmöglich, Familienmitglieder waren nun zur Heimarbeit oder zur Annahme einer Erwerbsarbeit gezwungen. In dieser Situation unterschied sich das Leben zumindest materiell kaum noch von dem eines Kleinbauern.
Jedem Samurai drohte das Schicksal, zum herren- und mittellosen Rōnin abzusteigen. Fiel er in Ungnade oder hatte nach dem Tod seines Herrn dessen Nachfolger keine Verwendung mehr für ihn, zog die Samurai-Familie mitunter jahrelang auf Wanderschaft, um sich einen neuen Brotgeber zu suchen.

### Religion
Nahezu alle Samurai waren Anhänger eines Synkretismus aus Shintō und Buddhismus. 

### Ende während der Meiji-Restauration

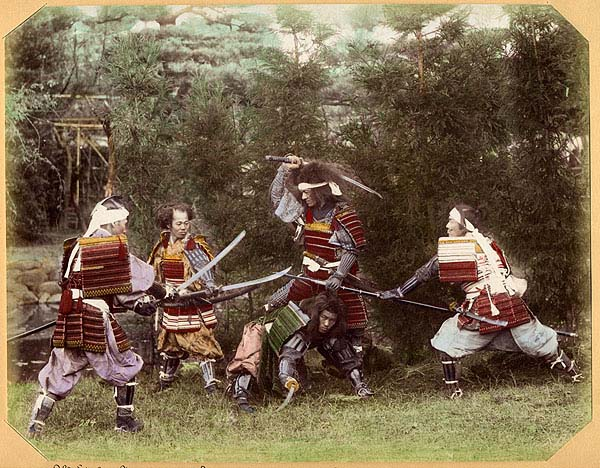
Samurai in historischer Rüstung, ca. 1880

1867 während der Meiji-Restauration bezwangen kaisertreue Samurai aus den Lehen Chōshū und Satsuma die Streitkräfte des Bakufu. Kaiser Meiji (eigentlich Mutsuhito, 1852–1912) reformierte Staat und Gesellschaft in radikalem Tempo nach westlichem Vorbild. 1869 wurde der Hofadel (Kuge) mit den Daimyō zu einem neuen Erbadel verschmolzen, den Kazoku (華族; wörtlich: „prunkvolle Familien“). Unter diesen standen die ehemaligen Samurai, die jetzt die Shizoku (士族; „Kriegerfamilien“) bildeten. Die unterste Gesellschaftsschicht bestand aus den Heimin (平民; „einfaches Volk“). Die alten Erblehen (Han) der Daimyō wurden 1871 in staatliche Präfekturen umgewandelt. Ab 1873 kam es zum Aufbau einer Wehrpflichtigenarmee, was die Samurai ihres Monopols als alleinige Waffenträger beraubte.
Zwar waren die ehemalige Samurai aufgrund ihrer familiären Herkunft für Positionen als künftige Offiziere oder höhere Beamte prädestiniert, doch hing ihr persönliches Fortkommen nun, mehr als vorher, von ihrer persönlichen Qualifikation ab. Ihre früheren Privilegien als traditionelle Krieger- und Beamtenkaste hatten die Samurai verloren. Viele verarmten, weil die geringen staatlichen Zuwendungen nicht genügten und sie im neuen Staatsapparat nicht unterkamen. Manche Ex-Samurai verweigerten sogar eine Anstellung, weil sie ihren Dienst nicht gemeinsam mit Angehörigen des „niederen Volkes“ leisten wollten.
Auch in ihrer persönlichen Lebensart und in ihrem äußerlichen Erscheinungsbild hatten sich die einstigen Samurai den „modernen“ westlichen Sitten anzupassen: 1871 verloren sie das Kiri-sute gomen (斬捨御免 oder 切捨御免; frei übersetzt: „straflos einen (Schwert-)Hieb ausführen und gehen“): dies bedeutete das Recht, „respektlose“ rangniedere Personen unverzüglich zu töten. Bis 1876 untersagte man ihnen die bisherige Haartracht, das öffentliche Anlegen traditioneller Gewänder und zuletzt das Tragen der beiden Schwerter außerhalb des eigenen Hauses.
In der Konsequenz entfachten die Samurai mehrere Aufstände gegen die kaiserliche Regierung, betrachteten diese aber als Kampf für den Kaiser. Die letzte Erhebung von unzufriedenen Samurai, die Satsuma-Rebellion, wurde 1876/77 von der neuen japanischen Wehrpflichtigen-Armee in verlustreichen Kämpfen niedergeschlagen.
Noch im Zweiten Weltkrieg beeinflussten einige Gedanken des Bushidō das Handeln der japanischen Soldaten. Viele Blutlinien der Samurai, wie das Haus Honda, haben in der japanischen Wirtschaft und Politik auch heute noch großen Einfluss.

## Bewaffnung

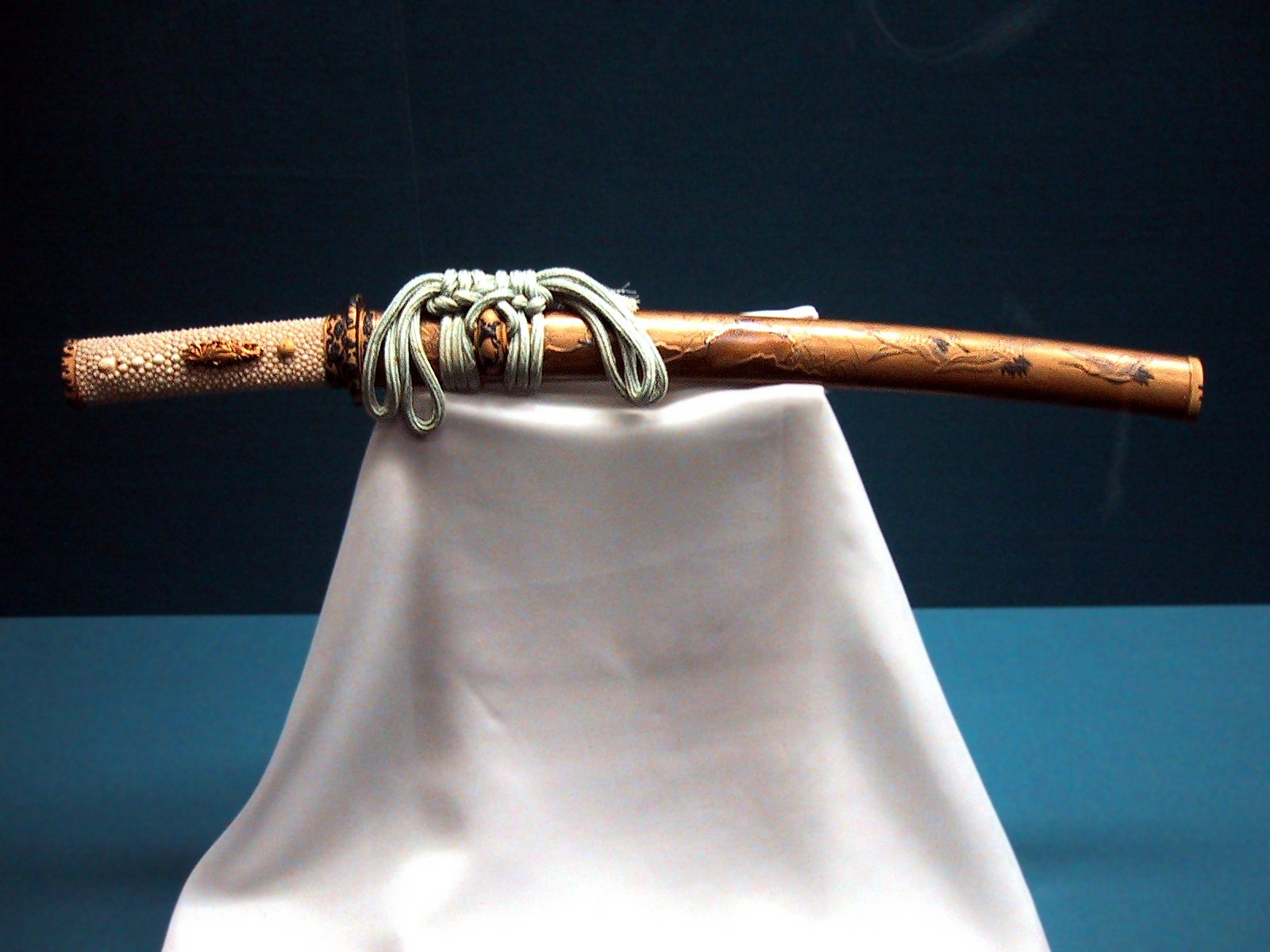
Wakizashi-Schwert der Edo-Periode, 19. Jahrhundert

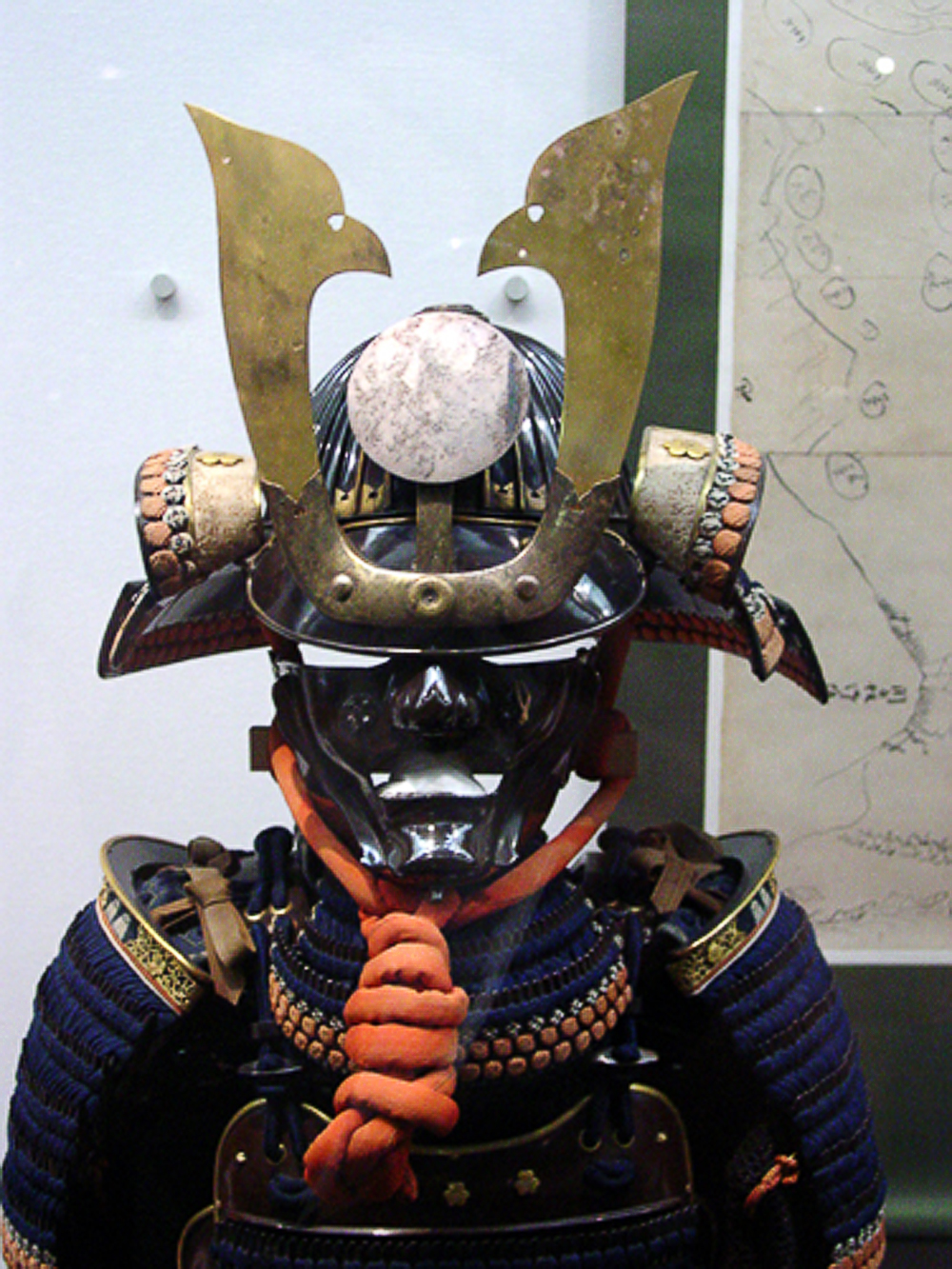
Helm und Brustpanzer

Äußeres Kennzeichen der erhabenen sozialen Stellung war das Schwerterpaar (Daishō), das zu tragen ausschließlich Samurai vorbehalten war. Das Daishō bildete die Hauptbewaffnung des Samurai. Es bestand aus dem langen Katana, welches im 14. Jahrhundert aus dem Tachi hervorging und ab Ende des 15. Jahrhunderts (frühe Muromachi-Zeit) traditionell von den Samurai verwendet wurde, und dem kurzen Wakizashi beziehungsweise Kōtetsu. Im Gegensatz zu den meist geraden Schwertern der europäischen Ritter war das japanische Schwert leicht gebogen und mehr wie ein Säbel geformt für das Schneiden ausgelegt. Vorder- und Rückseite waren unterschiedlich gehärtet. Ein Treffer verursachte bei ungerüsteten Gegnern tiefe Schnittwunden oder trennte Gliedmaßen ab. Wie auch beim europäischen Adel des Mittelalters wurde der Verzierung des Schwertes und der Schwertscheide Bedeutung zugemessen.
Eine andere Waffe der Samurai war der Yumi (Bogen), insbesondere der Dai-kyū (Langbogen), welcher wegen seiner enormen Größe, seiner gewaltigen Reichweite und seiner großen Durchschlagskraft gefürchtet war. Ein geübter Schütze konnte aus etwa 150 Metern Entfernung ein bewegliches Objekt von der Größe eines Hundes sicher treffen, aber auch Reichweiten von etwa 300 Metern waren möglich. Seine asymmetrische Form machte es zudem möglich, ihn auch vom Pferderücken aus zu verwenden, was ihn als Reiterwaffe gefürchtet machte. Zu ihrer Notwehr besaßen sie zusätzlich noch das Tantō, ein Kampfmesser.
Auch zwei Lanzen gehörten zur Ausrüstung eines Samurai: Die Klinge der Schwertlanze Naginata war lang und leicht gebogen, der Yari hatte meist eine dolchartige und dreieckige Spitze und war beidseitig geschliffen. Der Yari konnte aber auch ein- oder beidseitig Haken aufweisen. In der Kreuzform spricht man vom Jumonji-Yari.
Bis in die Ashikaga-Zeit im 14. Jahrhundert war der Bogen die Hauptwaffe. Bis zur Mitte des 16. Jahrhunderts war der Langbogen den Feuerwaffen in Anwendung, Zielsicherheit und auch Reichweite überlegen. Schwerter kamen erst zum Einsatz, nachdem alle Pfeile verschossen waren. Der Kampf wurde zum Duell, nachdem der Krieger aus der Formation hervortrat und die Namen seiner Vorfahren rief, die ebenfalls Ruhm als Samurai genossen, um sich dann einem ebenbürtigen Gegner zu stellen. Schlachten in geschlossenen Formationen mit massiver Verwendung der Lanze (yari-ashigaru) traten erst im Sengoku Jidai, dem Zeitalter der streitenden Reiche, Ende des 15. bis Ende des 16. Jahrhunderts, auf.

## Dokumentarfilme
- Japans Krieger (Memoirs of a Secret Empire). 3 Folgen. USA/Japan 2004. Deutsche Erstausstrahlung: ZDFinfo, 25. September 2014.[5]
- Zeitalter der Samurai: Kampf um Japan. (Age of Samurai: Battle for Japan). 6 Folgen. Kanada 2021. Deutsche Online-Premiere: Netflix, 24. Februar 2021.[6]